# Хорватия на летних Олимпийских играх 1992
Хорватия впервые участвовала в качестве независимой нации в Летних Олимпийских играх 1992 года в Барселоне (Испания). Ранее хорватские легкоатлеты в Олимпийских играх выступали за Югославию. Сборная страны состояла из 39 спортсменов (36 мужчин, 3 женщины), которые завоевали 1 серебряную и 2 бронзовые медали. Спортсмены выступили в соревнованиях по лёгкой атлетике, баскетболу, боксу, гребле на байдарках и каноэ, конному спорту, академической гребле, парусному спорту, стрельбе, настольному теннису, большому теннису и греко-римской борьбе.

## Медалисты
| Медаль  | Спортсмен | Вид спорта | Дисциплина                |
| ------- | --- | ---------- | ------------------------- |
| Серебро | Джажен Петрович Велимир Перасович Данко Светичанин * Тони Кукоч Владан Аланович Франьо Арапович Жан Табак Стоян Вранкович Алан Грегов Арьян Комазец Дино Раджа Арамис Наглич | Баскетбол  | Мужчины                   |
| Бронза  | Горан Иванишевич | Теннис     | Мужчины, одиночный разряд |
| Бронза  | Горан Иванишевич Горан Прпич | Теннис     | Мужчины, парный разряд    |

## Результаты соревнований

### Академическая гребля
В следующий раунд из каждого заезда проходили несколько лучших экипажей (в зависимости от дисциплины). В финал A выходили 6 сильнейших экипажей, остальные разыгрывали места в утешительных финалах B-D.
Мужчины
| Соревнование | Спортсмены                    | Предварительный заезд | Предварительный заезд | Предварительный заезд | Отборочный заезд | Отборочный заезд | Отборочный заезд | Полуфинал | Полуфинал | Полуфинал | Финал   | Финал   | Итоговое место |
| Соревнование | Спортсмены                    | Заезд                 | Время                 | Место                 | Заезд            | Время            | Место            | Заезд     | Время     | Место     | Время   | Место   | Итоговое место |
| ------------ | ----------------------------- | --------------------- | --------------------- | --------------------- | ---------------- | ---------------- | ---------------- | --------- | --------- | --------- | ------- | ------- | -------------- |
| двойки       | Златко Бужина Марко Перинович | 4                     | 6:41,37               | 1 Q                   | не проводится    | не проводится    | не проводится    | 2         | 6:47,87   | 6 QB      | Финал B | Финал B | 10             |
| двойки       | Златко Бужина Марко Перинович | 4                     | 6:41,37               | 1 Q                   | не проводится    | не проводится    | не проводится    | 2         | 6:47,87   | 6 QB      | 6:37,57 | 4       | 10             |

### Легкоатлеты
Мужчины, бег на 1 500 метров
- Бранко Зорко

- Четвертьфинал, 3-я группа: 3:44.47 (3-е место)
- Полуфинал, 1-я группа: 3:39.71 (→ 7-е место, не вышел из группы)

Метание копья среди мужчин
- Иван Мустапич
  - Квалификация — 77,50 м (не вышел из группы)

### Бокс
- Желько Маврович, в тяжёлой весовой категории — 91 кг
  - 1-й раунд: Желько Маврович — Хёльстром (Дания) 2:0 (8:2)
  - 2-й раунд: Маврович — Николсон (США) 0:2 (6:9)

### Баскетбол
Соревнования среди мужчин
- Предварительный раунд (группа A)
  - Хорватия — Бразилия 93:76 (55:40)
  - Хорватия — США 70:103 (37:54)
  - Хорватия — Испания 88:77 (45:42)
  - Хорватия — Германия 99:78 (46:41)
  - Хорватия — Ангола 73:64 (28:38)
- Четвертьфинал
  - Хорватия — Австралия 98:65 (41:31)
- Полуфинал
  - Хорватия — олимпийская сборная 75:74 (30:40)
- Финал
  - Хорватия — США 85:117 (42:56) →  серебряная медаль